# Ana Martins
Ana Martins (ur. 26 marca 1972) – angolska pływaczka, olimpijka.

## Życiorys
Wystąpiła na igrzyskach olimpijskich w 1988 w Seulu w dwóch konkurencjach. W wyścigu na 50 m stylem dowolnym zajęła w swojej serii ostatnie 8. miejsce z czasem 29,74 s. W klasyfikacji ogólnej zajęła przedostatnim 49. miejscu, wyprzedziła tylko Nancy Khalaf z Libanu. W konkurencji 100 m stylem klasycznym zajęła w swym wyścigu eliminacyjnym 3. miejsce z czasem 1:24,01, wyprzedzając swą koleżankę z reprezentacji Angoli Nádię Cruz. Została sklasyfikowana na 41. miejscu, wyprzedzając jedynie Nádię Cruz.